# Cmentarz żydowski w Sieradzu
Cmentarz żydowski w Sieradzu – został założony w 1804 roku, należy obok krakowskiego i warszawskiego do najstarszych cmentarzy żydowskich w Polsce. Znajduje się przy obecnej ulicy Zakładników. Zajmuje powierzchnię 1,2 ha.

## Historia
Za zgodą władz pruskich Żydzi kupili za sto talarów 23 IX 1804 roku od właściciela donacji Dzigorzew, hr. Rittberga, morgę ziemi przy drodze z Sieradza do Wólki Dzierlińskiej.

## Opis cmentarza
Zachowały się jedynie fragmenty porozbijanych macew, ponieważ podczas drugiej wojny światowej Niemcy zdewastowali kirkut wykorzystując część kamiennych płyt nagrobnych do celów budowlanych. Utwardzona z nich została ul. 23 stycznia. W 2011 roku odzyskano kilka macew, które posłużyły do budowy schodów na ul. Krakowskie Przedmieście w Sieradzu. W 1986 r. Dawid Józefowicz ufundował symboliczny nagrobek rodziny Józefowiczów. W 2008 r. z inicjatywy Cezarego Zbrojewskiego na jednym z drzew pojawiła się tablica upamiętniająca dra Kazimierza Kempińskiego, zasłużonego lekarza i działacza społecznego. Pod koniec października 2012 r. na cmentarzu pojawiły się dwie macewy – nagrobki Jehudy syna Lejzora oraz kobiety o imieniu Szewa. Prawdopodobnie zostały one odnalezione na terenie miasta i przewiezione na cmentarz przez pragnącą zachować anonimowość osobę.
Na terenie kirkutu znajduje się obelisk ku czci dwudziestu zakładników, obywateli polskich zamordowanych w tym miejscu przez Niemców 14 listopada 1939 roku.

## Galeria

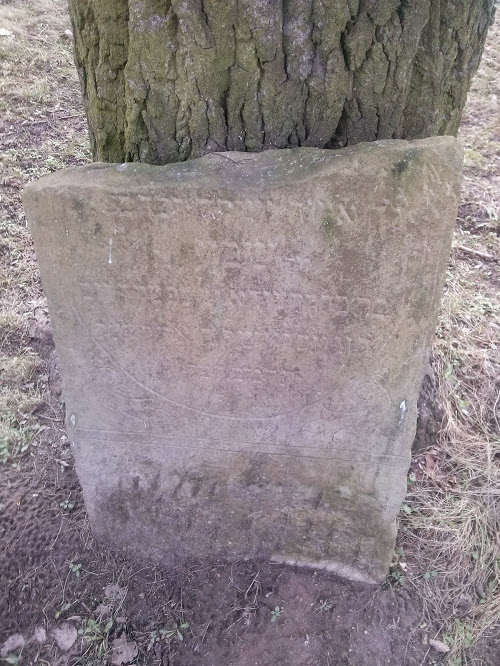
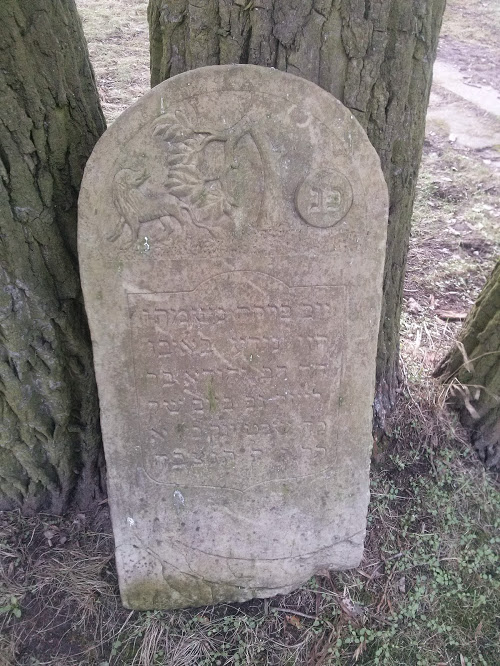
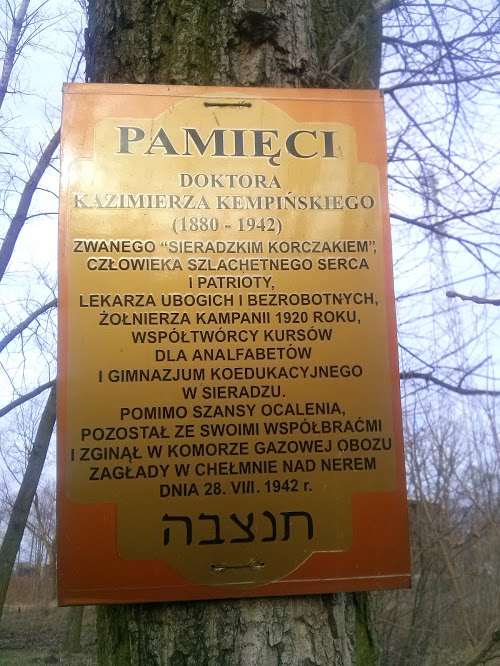
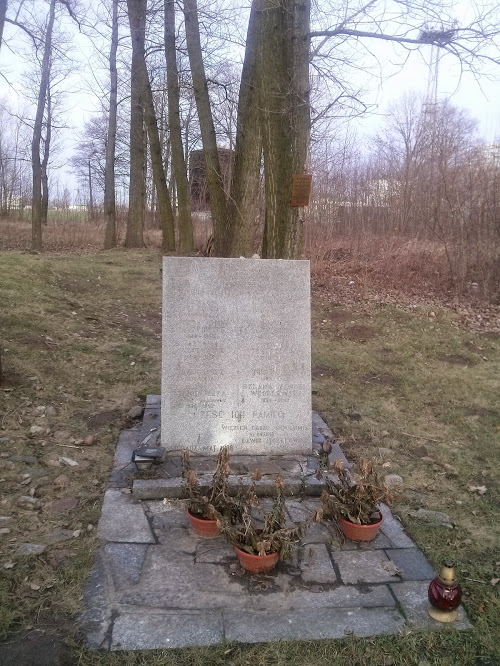